# ارلند لوی
ارلند لوی (انگلیسی: Erlend Loe؛ زاده ۲۴ مهٔ ۱۹۶۹) یک نویسنده اهل نروژ است. 